# Sandrone Dazieri
Sandrone Dazieri (4 de noviembre de 1964) es un escritor de suspense italiano. Es conocido por ser el creador del personaje del Gorila y de la pareja de investigadores Colomba Caselli y Dante Torre. Sus obras son editadas en español por la editorial Alfaguara.

## Biografía
Nació en Cremona en 1964. Se graduó en el hotel-escuela de San Pellegrino Terme y trabajó como cocinero durante diez años por toda Italia.
Después de mudarse Milán comenzó a escribir y se ha convertido un prolífico escritor y guionista.
En 1992 comenzó a trabajar para Telepress, pero también ha trabajado como periodista freelance y colaborado con la revista Manifesto como experto en contracultura.
En 1999 consigue su primer éxito con el thriller "Attenti al gorila", el primero de una serie protagonizada por una especie de doppelgänger de Dazieri, que vive aventuras y afronta toda clase de peligros asistido por su alter ego llamado Socio (el lado racional de Sandrone) en la noche milanesa.
A esta le sigue "La cura del gorila" que inspiró el tele-filme homónimo. Ha escrito algunos guiones para el cómic Diabolik, pero su carrera como guionista se centra en la televisión, donde ha colaborado en series de éxito como Squadra antimafia - Palermo oggi, Intelligence y RSI Roma.
Con motivo de la publicación de "No está solo" (Alfaguara, 2015), declaró la muerte de la novela negra y el renacimiento del thriller como género. 
Es actualmente asesor literario de la editorial Mondadori.

## Guionista
- La cura del Gorila (La Cura de Gorila), dirigido por Carlo Arturo Sigon (2006)
- L'ultima battuta (El Último Amordazar), película de televisión para la serie Crimini (Delitos) (2006)
- Un gioco da ragazze (Un Juego de Chicas), dirigido por Matteo Rovere (2008)
- La valle della paura (Valle de Miedo),  (filmación 2008-2009)
- Bestie (Bestias), película de televisión  (2009)